# منطقة لونغوود الطبية والأكاديمية
منطقة لونغوود الطبية والأكاديمية (وتُعرف أيضًا باسم منطقة لونغوود الطبية أو لونغوود) هي مجمع طبي في بوسطن.
يقع هذا المجمع الطبي في قلب شارع لونغوود حيث يبدأ من شارع هنتنغتون إلى ريفرواي، ويمتد عبر أحياء فينواي-كنمور وميشين هيل.
ويرتبط هذا المجمع ارتباطًا وثيقًا بمدرسة هارفارد للطب وعدد من المنشآت الطبية الأخرى مثل المستشفيات التعليمية بجامعة هارفارد.
ويضم هذا المجمع أيضًا مؤسسات بارزة غير طبية ولا تنتمي إلى جامعة هارفارد، وهي عبارة عن متاحف وكليات ومراكز أبحاث.

## المستشفيات والمعاهد البحثية
- مركز بيت إسرائيل ديكونيس الطبي
- مستشفى بوسطن للأطفال
- مستشفى بريجهام للنساء
- معهد دانا-فاربر للسرطان
- مركز جوسلين لمرض السكر
- معهد ويس

## المدارس والكليات
- مدرسة بوسطن اللاتينية
- كلية إيمانويل
- مدرسة هارفارد للطب (تضم متحف وارن التشريحي الذي يُعرض فيه الجمجمة والقضيب الحديدي لفينياس غيج).
- مدرسة هارفارد لطب الأسنان
- مدرسة هارفارد للصحة العامة
- كلية ماساتشوستس للفن والتصميم
- كلية ماساتشوستس للصيدلة والعلوم الصحية
- جامعة نورث إيسترن
- كلية سيمونز
- معهد وينتورث للتكنولوجيا
- كلية ويلوك
- مدرسة وينسور

## وسائل المواصلات
تعتمد منطقة لونغوود الطبية على محطتي قطار يقع كل منهما عند الطرفين المقابلين لشارع لونغوود:
«محطة لونغوود» (على الفرع "D" من الخط الأخضر التابع لهيئة النقل في خليج ماساشوستس و
«محطة منطقة لونغوود الطبية» (في الفرع "E").
كما يخدم المنطقة العديد من طرق الحافلات العامة،
كما توجد حافلات مخصصة (وهي تقتصر عادةً على العاملين المنتمين إلى منطقة لونغوود الطبية) تربط بين وجهات مثل جامعات هارفارد ومعهد ماساتشوستس للتقنية.